# Condado de Pulaski (Indiana)
O Condado de Pulaski é um dos 92 condados do Estado americano de Indiana. A sede do condado é Winamac, e sua maior cidade é Winamac. O condado possui uma área de 1 126 km² (dos quais 2 km² estão cobertos por água), uma população de 13 755 habitantes, e uma densidade populacional de 12 hab/km² (segundo o censo nacional de 2000). O condado foi fundado em 1839.